# Distrito de Amritsar
Amritsar (en punyabí: ਅੰਮ੍ਰਿਤਸਰ ਜ਼ਿਲਾ) es un distrito de la India en el estado de Punyab. Código ISO: IN.PB.AM.
Tiene una superficie de 2.672 km².
Su centro administrativo es la ciudad de Amritsar.

## Demografía
Según censo 2011 contaba con una población total de 2.490.891 habitantes, de los cuales 1 168 803 eran mujeres y 1 322 088 varones.